# Francesc Cairó Ricart
Francesc Cairó Ricart (Badalona, 8 de maig de 1949) és un empresari, exjugador i antic directiu del Club Joventut de Badalona. Fill de Francesc Cairó García, històric del bàsquet català i germà de Jordi Cairó Ricart, jugador del primer equip del Club Joventut Badalona.
El 1982 va entrar a la Directiva del Club Joventut Badalona, amb Lluís Conesa a la presidència, com a vicepresident esportiu en totes les àrees.
Fou el representant del Joventut a l'ACB, i fou escollit vicepresident durant la presidència d'Evaristo del Río, on va proposar Eduard Portela per a la presidència executiva.
Com a directiu del Club Jorventut Badalona va desenvolupar una sostinguda tasca per mantenir la catalanitat històrica del club, aconseguint fer de Badalona la seu del bàsquet als Jocs Olímpics de 1992.
La culminació de la seva gestió va ser la de portar la seu del bàsquet a Badalona el 1992, en ocasió de les Olimpíades de Barcelona amb el vist i plau del bàsquet estatal i europeu, el suport de l'alcalde de Badalona Sr. Joan Blanc, Eduard Portela i fent front a l'esportiva rivalitat del Palau Sant Jordi de Barcelona, avalat per la Generalitat de Catalunya amb el MHP Jordi Pujol al capdavant.
D'aquest acord històric, en resta el pavelló Olímpic municipal de Badalona, amb capacitat per a 12.000 persones. Una pista central de joc i dues pistes laterals.

FITES ESPORTIVES DURANT LA SEVA ETAPA COM A VICEPRESIDENT
Campionat d'Espanya cadet amb Salva Maldonado.
Campionat d'Espanya juvenil amb Miquel Nolis.
3 Campionats consecutius junior amb Pedro Martínez Sánchez.
8 Lligues catalanes.
1 Copa Korac 1990 amb Pedro Martínez Sánchez.
2 Lligues ACB 1990 - 1991 amb Lolo Sainz.
1992 Subcampió lliga europea amb Lolo Sainz.

1994 Campió copa de Europa amb Željko Obradović.